# Edelsteinstrauß

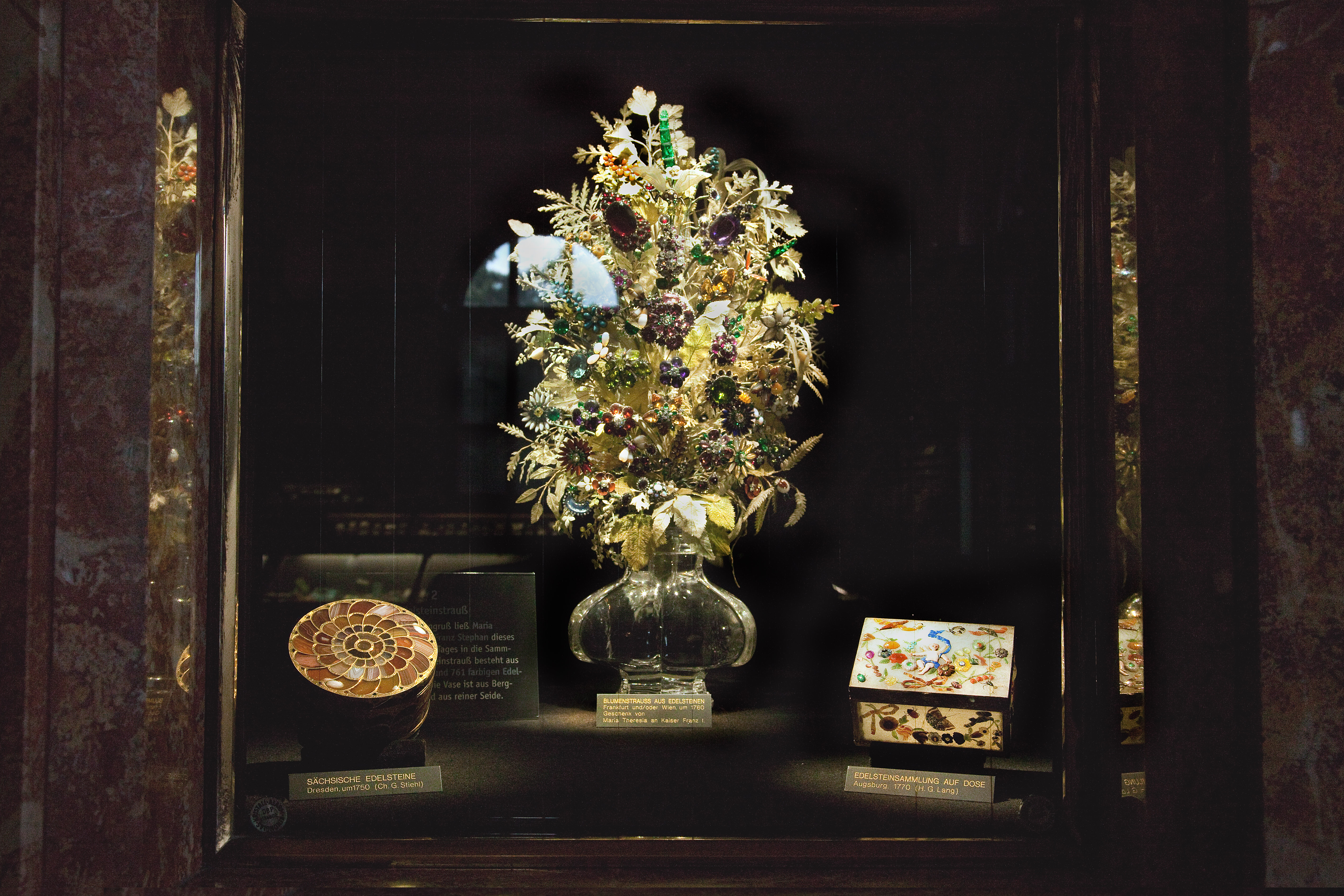
Edelsteinstrauß

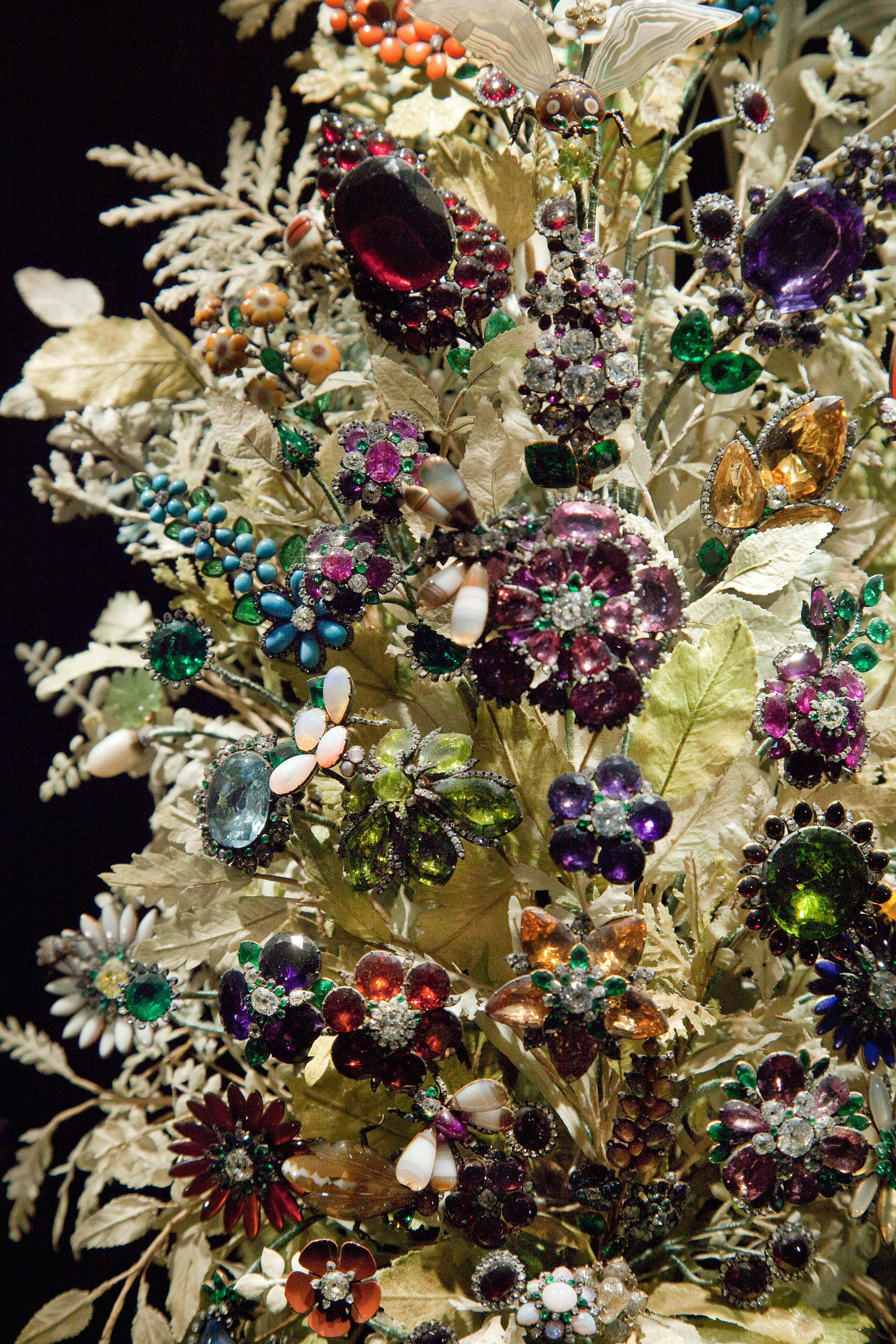
Detail

Der Edelsteinstrauß ist eine barocke Miniatur-Edelsteinsammlung von 2863 Edel- und Schmucksteinen und zählt zu den historisch bedeutendsten Objekten des Naturhistorischen Museums in Wien.
Der Edelsteinstrauß ist ein 2,8 Kilogramm schweres und 50 Zentimeter hohes aus Edelsteinen gestaltetes Blumenbouquet des Wiener Juweliers Michael Grosser. Er wurde um 1760 fertiggestellt.
Die barocke Miniatur-Edelsteinsammlung ist ein Geschenk Maria Theresias an ihren Gemahl Franz Stephan. Sie ist einzigartig durch den Wert der Steine und durch deren kunstvolle Verarbeitung.
Das Kunstwerk besteht aus vielen glitzernden Blüten und Insekten aus 2.102 Brillanten und 761 farbigen Edel- und Schmucksteinen, die 1997 am Edelsteinstrauß gezählt wurden. Die Vase, geschnitten aus Bergkristall, die Blätter gefertigt aus hellgrüner (stark ausgebleichter) Seide findet sich im Saal IV der Mineralogischen Abteilung des Naturhistorischen Museums.
Johann Wolfgang von Goethe schrieb in seinem Werk Aus meinem Leben. Dichtung und Wahrheit über den Edelsteinstrauß schon in dessen Entstehungsphase: „Jedermann wusste, dass Kaiser Franz eine große Neigung zu Juwelen, besonders auch zu farbigen Steinen hege. Lautensack hatte eine ansehnliche Summe (und, wie sich später fand, größer als sein Vermögen) auf dergleichen Edelsteine verwandt, und daraus einen Blumenstrauß zu bilden angefangen, in welchem jeder Stein nach seiner Form und Farbe günstig hervortreten und das Ganze ein Kunststück geben sollte, wert, in dem Schatzgewölbe eines Kaisers aufbewahrt zu stehen.“
Tatsächlich wurde das 2,8 Kilogramm schwere und 50 Zentimeter hohe Blumenbouquet vom Wiener Juwelier Michael Grosser um 1760 fertiggestellt. Glaubt man Goethe, leistete der Frankfurter Juwelier Johann Gottfried Lautensack jedoch die Vorarbeiten dazu.
Den Erzählungen zufolge ließ Maria Theresia den Edelsteinstrauß als „kleine Namenstagsüberraschung“ im Jahr 1764 für ihren Gemahl in dessen Mineralienkabinett stellen. Die Kaiserin unterstützte die Leidenschaft ihres Gatten für Mineralogie und Bergbau, um den wirtschaftlichen Aufschwung des Reiches voranzutreiben. Dieses Exponat wurde der Grundstein zu einer der traditionsreichsten und wertvollsten Sammlungen von Edel- und Schmucksteinen in Europa.